# Chaetopoa
Acostia és un gènere de plantes de la família de les poàcies, ordre de les poals, subclasse de les commelínides, classe de les liliòpsides, divisió dels magnoliofitins.

## Taxonomia
El gènere està format per 2 espècies:
- Chaetopoa pilosa Clayton
- Chaetopoa taylori C.E. Hubb.